# Franz Loogen

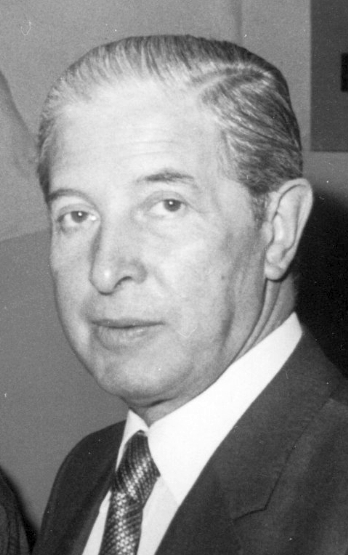
Franz Loogen
in einer Aufnahme aus dem Jahr 1984

Franz Loogen (* 13. April 1919 in Baesweiler bei Aachen; † 3. September 2010 in Düsseldorf) war ein deutscher
Kardiologe. Er ist ein Pionier der Herzkatheterisierung und gilt als Gründungsvater der Kardiologie als eigenständiges Fachgebiet der Inneren Medizin in Deutschland. Er hatte den ersten kardiologischen Lehrstuhl außerhalb der Kinderheilkunde in der Bundesrepublik inne und begründete die sog. „Düsseldorfer Kardiologenschule“, aus der viele Lehrstuhlinhaber, Chefärzte und niedergelassene Kardiologen hervorgegangen sind. Außerdem betreute er als Mannschaftsarzt die deutsche Nationalmannschaft bei der Fußball-Weltmeisterschaft 1954.

## Werdegang
Franz Loogen wurde als Sohn des Verwaltungsbeamten Melchior Loogen und dessen Ehefrau Maria in Baesweiler bei Aachen geboren. Nach dem Abitur (1937) am Aachener Kaiser-Karls-Gymnasium studierte Loogen Humanmedizin in Köln, wo er 1939 das Physikum ablegte. Für das 1. Klinische Semester wechselte er an die Humboldt-Universität nach Berlin, da die Universität Köln zu Kriegsbeginn geschlossen worden war. Das 2. Klinische Semester konnte er wieder in Köln absolvieren.
Anschließend wurde Loogen zum Wehrdienst bei den Gebirgsjägern nach Füssen eingezogen. Nach Fronteinsätzen im Sanitätsdienst in Frankreich und Russland (1940–42) kam er in die Studentenkompanie. Eine Beurlaubung zur Beendigung des Medizinstudiums in München rettete ihm das Leben, da seine Einheit kurz nach seiner Rückkehr aus Russland bei Leningrad vernichtet wurde.
An der Universität München hat Loogen ab dem Sommersemester 1942 sein Studium fortgesetzt und am 13. Juli 1944 das Staatsexamen in Medizin abgelegt, sowie bei dem Chirurgen Karl Vossschulte mit der Arbeit „Über den sog. ärztlichen Kunstfehler“ zum Dr. med. promoviert. Danach musste er zurück in den Wehrdienst und war 3 Monate als Lazarettarzt in Rosenheim tätig.
Im September 1944 geriet Loogen während eines Heimaturlaubs zunächst in amerikanische, dann in englische Kriegsgefangenschaft, aus der er erst im Januar 1948 entlassen wurde. In englischer Gefangenschaft spielte er in einer englischen Fußballmannschaft und war im Kriegsgefangenenlager in Horbling (Grafschaft Lincolnshire) als Lagerarzt tätig. Dabei lernte er einen englischen Arzt deutscher Herkunft kennen, der ihm bereits 1946 (unerlaubterweise) Penicillin besorgte, womit Loogen an Endokarditis erkrankte Mitgefangene erfolgreich behandeln konnte.
Loogen war seit 1943 verheiratet mit Hedwig, geb. Tillis († 2009). Aus der Ehe ging eine Tochter hervor.

## Berufsleben
Nach seiner Entlassung aus der Kriegsgefangenschaft arbeitete Loogen ab 1948 zunächst als unbezahlter Voluntärassistent bei Erich Boden an der 1. Medizinischen Klinik der Medizinischen Akademie Düsseldorf, dem Vorläufer der 1965 gegründeten Universität Düsseldorf. Dort begegnete er Otto Bayer, mit dem er 1948/49 erste Herzkatheter-Untersuchungen durchführte, und wurde Mitglied der von Bayer geleiteten kardiologischen Arbeitsgruppe an der 1. Medizinischen Klinik.
Im Laufe des Jahres 1949 wurde er Stationsarzt und Wissenschaftlicher Assistent.
Erstes wissenschaftliches Arbeitsgebiet war die Endokarditis.
1952: Loogen richtet in der Medizinischen Klinik eine kardiologische Ambulanz ein. Die Patientenzahlen steigen ständig.

1954: Veröffentlichung der ersten deutschen Monographie über Herzkatheterisierung, gewidmet dem späteren Nobelpreisträger Werner Forßmann, die zur „Bibel“ jedes invasiv tätigen Kardiologen wurde.

1955: Franz Grosse-Brockhoff, Direktor der 1. Medizinischen Klinik, beauftragt Loogen offiziell mit der Leitung der kardiologischen Arbeitsgruppe.

1957: Habilitation unter Grosse-Brockhoff mit der Arbeit „Der pulmonale Hochdruck bei angeborenen Herzfehlern mit hohem Stromvolumen (Ductus arteriosus apertus, Ventrikelseptumdefekt, Vorhofseptumdefekt)“.

1959: Oberarzt an der 1. Medizinischen Klinik.

1960: Beitritt zur damaligen „Deutschen Gesellschaft für Kreislaufforschung“ (DGK), heute: Deutsche Gesellschaft für Kardiologie – Herz- und Kreislaufforschung.

1963: Ernennung zum apl. Professor.

1965: Ernennung zum außerordentlichen Professor. Loogen übernimmt den neu geschaffenen außerordentlichen – und in der Bundesrepublik ersten – Lehrstuhl für „Innere Medizin, insbesondere Kardiologie“ in Düsseldorf. Im selben Jahr entsteht aus der bisherigen Medizinischen Akademie Düsseldorf die Universität Düsseldorf.

1966: Leitung der Abteilung für Kardiologie an der 1. Medizinischen Klinik.

1967: das Extraordinariat wird in ein Ordinariat umgewandelt und Loogen zum ordentlichen Professor ernannt.

1968 bis 1985: Vorsitzender des Sonderforschungsbereiches „Kardiologie“ (SFB 30) der Deutschen Forschungsgemeinschaft an der Universität Düsseldorf.

1969 bis 1993: Herausgeberschaft der Zeitschrift für Kreislaufforschung.

1969 bis 1972: Herausgeberschaft – zusammen mit Konrad Spang, Stuttgart – des Archiv für Kreislaufforschung.

1969: die ehemalige Tuberkulosestation wird zur neuen Abteilung für Kardiologie der 1. Medizinischen Klinik der Universität Düsseldorf umgebaut.

1971: Ruf (primo et unico loco) auf den Lehrstuhl für Kardiologie der Universität Heidelberg. Bei den Bleibeverhandlungen in Düsseldorf erreicht Loogen eine Erhöhung der kardiologischen Bettenzahl auf 90.

1972: 1. Medizinische Klinik der Universität Düsseldorf wird unterteilt und Loogen zum Leiter der neuen Klinik B ernannt. Im selben Jahr erhält er den Facharzttitel Innere Medizin mit Teilgebietsbezeichnung Kardiologie.

1972: Wahl in den Vorstand der Europäischen Gesellschaft für Kardiologie.

1975: Wahl zum Vorsitzenden der Deutschen Gesellschaft für Kreislaufforschung und zum Tagungspräsidenten der DGK-Jahrestagung in Bad Nauheim.

1976: Ernennung zum Ärztlichen Direktor der Medizinischen Einrichtungen der Universität Düsseldorf.

1980 bis 1984: Präsident der Europäischen Gesellschaft für Kardiologie (ESC) und Präsident des ESC-Kongresses 1984 in Düsseldorf.

1986: Emeritierung

1988 bis 1997: Ärztliche Tätigkeit im Herzkatheterbereich am Essener St. Vincenzhospital.

## Akademisches Wirken und Verdienste
Loogen wird als Nestor der Klinischen Kardiologie in Deutschland angesehen. Nachdem – offenbar durch die Endokarditis-Fälle im Kriegsgefangenenlager – einmal sein Interesse an Herzerkrankungen geweckt war und er schon zu Beginn seiner Assistenzarzttätigkeit in der Gruppe von Otto Bayer an der invasiven kardiologischen Diagnostik mit dem Herzkatheter teilnehmen konnte, widmete er sich ganz der Kardiologie.
Schwerpunkte seiner wissenschaftlichen Arbeit waren zunächst die erworbenen Herzklappenfehler und sämtliche angeborenen Herzfehler. Später kamen die Koronare Herzkrankheit, Kardiomyopathien sowie die Elektrotherapie (Schrittmacher) hinzu.
Loogen hat frühzeitig erkannt, dass die Fortschritte und die Zunahme des Wissens es nicht länger erlaubten, die Herzmedizin in der allgemeinen Inneren Medizin nebenher zu betreiben. Er hat sich deshalb beharrlich für die Verselbständigung der Kardiologie als eigenständiges Fachgebiet in Deutschland eingesetzt, trotz des Widerstands der Internisten, die ihm vorwarfen, durch diese Spezialisierung die Einheit der Inneren Medizin zu zerstören. Loogen selbst beschrieb dies als einen „Abnabelungsprozess mit vielen Spannungen und Frustrationen“. Darüber kam es schließlich sogar zum Bruch mit seinem damaligen Klinikchef Grosse-Brockhoff. Loogen, der die Kardiologie dennoch immer im Rahmen der Inneren Medizin gesehen hat, erlebte eine späte „versöhnende“ Anerkennung, als ihm 1998 die Ehrenmitgliedschaft der Deutschen Gesellschaft für Innere Medizin verliehen wurde.
Loogen hat die erste unabhängige Abteilung für Kardiologie aufgebaut und schon früh mit den (Düsseldorfer) Herzchirurgen, insbesondere Ernst Derra und Wolfgang Bircks, zusammengearbeitet. Erst nachdem er 1967 den ersten kardiologischen Lehrstuhl mit klinischer Abteilung erhalten hatte, wurde „Kardiologie“ in Deutschland zu einem feststehenden Begriff und kardiologisch tätige Ärzte als „Kardiologen“ bezeichnet.
Darüber hinaus hat Loogen die deutsche Kardiologie auch auf Fachkongressen im Ausland erfolgreich vertreten, um die Ächtung Deutschlands nach dem Zweiten Weltkrieg zu überwinden, ihr wieder fachliche Anerkennung zu verschaffen und sie in die internationale kardiologische Gemeinschaft einzugliedern. Bereits 1972 wurde er als erster Deutscher in den Vorstand der Europäischen Gesellschaft für Kardiologie (ESC) gewählt. 1980 trat Loogen beim Europäischen Kongress für Kardiologie sein Amt als ESC-Präsident (1980–84) an. 16 Jahre später folgte ihm sein Schüler Günter Breithardt in diesem Amt nach.
Während seiner Zeit als Präsident der ESC vertrat Loogen auch im Vorstand der International Society and Federation of Cardiology (ISFC), der späteren World Heart Federation, die Interessen der europäischen Länder. Mit weltpolitischem Fingerspitzengefühl gewann er – lange vor dem Mauerfall – in Verhandlungen mit Vertretern der damaligen Ostblockländer und insbesondere der sowjetischen Gesellschaft für Kardiologie deren Zustimmung zu (West-)Berlin als Ort für den von der ISFC ausgerichteten XII. Weltkongress für Kardiologie im Jahr 1994. Da ihm daran lag, auch Kardiologen aus Ostblockländern die Teilnahme zu ermöglichen, war vereinbart worden, dass die Ostblock-Kardiologen – mangels Devisen – in Ostberlin übernachten und zum Kongress täglich über die Grenze kommen konnten. Durch die weltpolitischen Änderungen 1989 bedingt, wurde der XII. Weltkongress 1994 dann gemeinsam mit dem jährlichen Kongress der ESC, bei Wegfall des Eisernen Vorhangs, durchgeführt.
Loogen war neben seinem Amt als Präsident der ESC auch Präsident des ESC-Kongresses 1984 in Düsseldorf, der nicht nur der erste europäische Kardiologen-Kongress in Deutschland, sondern mit knapp 10.000 Teilnehmern auch so erfolgreich war, dass er den Anstoß dazu gab, dass der ESC-Kongress von 1988 an jährlich abgehalten wird und sich zum weltweit größten kardiologischen Fachkongress entwickelt hat.
Als Hochschullehrer hat Loogen zahlreiche Doktoranden und 15 Habilitanden betreut. Aus seiner „Schule“ gingen mehrere Generationen von Fachärzten, eine Reihe von Chefärzten und zahlreiche Ordinarien an anderen Universitäten hervor.
Als Anfang der 1970er Jahre in der lange Zeit von Grundlagenforschern dominierten Deutschen Gesellschaft für Kreislaufforschung infolge der rasanten Entwicklung der klinischen Kardiologie eine Spaltung zwischen „Theoretikern“ und Klinikern drohte, hat Loogen dies abgewendet, so die Einschätzung des langjährigen DGK-Geschäftsführers Gunther Arnold, indem er – zusätzlich zur traditionellen (grundlagen)wissenschaftlichen Jahrestagung in Bad Nauheim (heute in Mannheim) – die klinisch orientierte Herbsttagung einführte, auf der „nur Kliniker zur Worte kommen und keine Grundsatzfragen erörtert werden sollten“. Zudem setzte er sich bereits 1971 – gemeinsam mit Hans Blömer – für die Einrichtung der „Kommission für klinische Kardiologie“ der DGK ein, deren erster Vorsitzender er wurde.
Während seiner Herausgeberschaft setzte sich Loogen dafür ein, dass die Zeitschrift für Kardiologie – entgegen dem herrschenden Trend bei anderen medizinischen Fachzeitschriften – weiterhin auf Deutsch erschien, um kardiologisch interessierte Ärzte in Ostdeutschland, bei denen englische Sprachkenntnisse damals weniger geläufig waren, nicht vom Leserkreis auszuschließen.

## Engagement im Fußballsport
Während seiner von 1942 bis 1944 währenden Studentenzeit in München war Loogen als Fußballspieler für den FC Bayern München als linker Läufer aktiv. In diesem Zeitraum bestritt er insgesamt 10 Punktspiele in der Gauliga Südbayern und erzielte zwei Tore. In den Gau-Pokalspielen, deren Sieger sich für die Schlussrunde um den Tschammerpokal qualifizierten, kam er in insgesamt drei Spielen zum Einsatz, wobei er in seinem letzten, am 18. Juni 1944, beim 4:3-Sieg über den FC Wacker München ausnahmsweise als Mittelstürmer agierte und mit den Toren zum 2:1, 3:1 und 4:3 zum Matchwinner avancierte.
Um während der unbezahlten Assistenzarzttätigkeit nach der Rückkehr aus der Kriegsgefangenschaft den Lebensunterhalt für seine Familie zu verdienen, wurde Loogen 1948 Vertragsspieler bei Fortuna Düsseldorf, wofür er eine Vergütung von 250 Mark im Monat erhielt. Zwischen 1948 und 1950 bestritt er 22 Spiele in der damaligen Oberliga West.
Nach seiner aktiven Fußballerzeit war er von 1952 bis 1956 als Mannschaftsarzt von Fortuna Düsseldorf tätig. In dieser Zeit war er auch Vertragsarzt der Stadt Düsseldorf für Sport (mit Sprechstunde im Düsseldorfer Eisstadion) und von 1951 bis 1955 Leiter der sportärztlichen Beratungsstelle der Stadt Düsseldorf.
1954 wurde er von Bundestrainer Sepp Herberger – in Vertretung für einen kurzfristig ausgefallenen Frankfurter Arzt – als Mannschaftsarzt der deutschen Fußballnationalmannschaft bei der Weltmeisterschaft in Bern engagiert. Als Anfang der 2000er Jahre Vorwürfe aufkamen, die bei einem Großteil der Siegermannschaft kurz nach dem Weltmeisterschaftsspiel aufgetretene Hepatitiserkrankung stünde in Zusammenhang mit verbotenem Doping, hat Loogen 2004 in einer Fernsehsendung ausgesagt, dass die Spieler lediglich Vitamin-C-Injektionen erhalten hätten. Er räumte ein, dass der Erreger bei der Injektion von einem bereits infizierten Spieler auf die anderen übertragen worden sein könnte, zumal es 1954 noch keine Einwegspritzen gab und das Hepatitisvirus, über das man damals noch wenig wusste, eine gewöhnliche Sterilisation überstehen kann.
Von 1961 bis 1962 war Loogen Präsident von Fortuna Düsseldorf, später Beiratsvorsitzender.

## Ehrungen
- 1973 erhielt er die Ernst-von-Bergmann-Plakette für seine Verdienste um die ärztliche Fortbildung
- 1984 erhielt er die Goldmedaille der European Society of Cardiology[29]
- 1986 wurde er mit dem Bundesverdienstkreuz Erster Klasse geehrt[30]
- 1997 erhielt er die Ehrendoktorwürde der Medizinischen Fakultät der Universität Essen[31]
- 1998 erhielt er die Carl-Ludwig-Ehrenmedaille der DGK[32]
- 1998 wurde er Ehrenmitglied der Deutschen Gesellschaft für Innere Medizin[33]
- 2003 erhielt er für sein Lebenswerk den Forßmann-Preis[34]

Der Franz-Loogen-Preis und die Franz-Loogen-Stiftung sind nach ihm benannt.

## Veröffentlichungen (Auswahl)
- Der Herzkatheterismus bei angeborenen und erworbenen Herzfehlern.[8] Thieme, Stuttgart 1954. (zusammen mit Otto Bayer und Hans Helmut Wolter)
- Der pulmonale Hochdruck bei angeborenen Herzfehlern mit hohem Stromvolumen (Ductus arteriosus apertus, Ventrikelseptumdefekt, Vorhofseptumdefekt).[9] 1958. (Habilitationsschrift)
- Angeborene Herz- und Gefässfehler. In: Röntgendiagnostik des Herzens und der Gefässe. Handbuch der Medizinischen Radiologie. Springer, Berlin 1967. (zusammen mit R. Rippert und Jakob Schoenmackers)
- Erworbene Herzklappenfehler. In: Röntgendiagnostik des Herzens und der Gefässe. Handbuch der Medizinischen Radiologie. Springer, Berlin 1977. (zusammen mit L. Seipel, U. Gleichmann, H. Vieten)
- Die Kardiomyopathien. In: Röntgendiagnostik des Herzens und der Gefässe. Handbuch der Medizinischen Radiologie. Springer, Berlin 1977. (zusammen mit H. Kuhn, G. Breithardt, L. Seipel, W. Krelhaus)
- Gefässerkrankungen. Witzstrock, Baden-Baden 1974. (als Herausgeber mit K. Credner)

In der Medline-Datenbank PubMed ist Loogen als Autor oder Mitautor von 361 zwischen 1951 und 1993 erschienenen Fachpublikationen aufgeführt.